# Miersite
La miersite è un minerale appartenente al gruppo della clorargirite.